# Wagner Domingos
Wagner José Alberto Carvalho Domingos (ur. 26 marca 1983 w Recife) – brazylijski lekkoatleta specjalizujący się w rzucie młotem.
Jego żoną jest oszczepniczka Laila e Silva.
Rekord życiowy: 78,63 (19 czerwca 2016, Celje) – rekord Ameryki Południowej.

## Osiągnięcia
- 7 medali mistrzostw Ameryki Południowej:
  - Cali 2005 – brąz
  - Tunja 2006 – brąz
  - São Paulo 2007 – brąz
  - Buenos Aires 2011 – srebro
  - Cartagena de Indias 2013 – złoto
  - Lima 2015 – złoto
  - Asunción 2017 – złoto
- 5 medali mistrzostw ibero-amerykańskich:
  - Ponce 2006 – brąz
  - San Fernando 2010 – brąz
  - Barquisimeto 2012 – srebro
  - São Paulo 2014 – złoto
  - Rio de Janeiro 2016 – złoto
- złoty medal igrzysk Ameryki Południowej (Santiago 2014)
- srebrny medal młodzieżowych mistrzostw Ameryki Południowej (Barquisimeto 2004)
- 4. miejsce na igrzyskach panamerykańskich (Guadalajara 2011)
- 4. miejsce na igrzyskach panamerykańskich (Toronto 2015)
- 12. miejsce podczas igrzysk olimpijskich (Rio de Janeiro 2016)
- wielokrotny mistrz i rekordzista Brazylii